# Eretmapodites douceti
Eretmapodites douceti är en tvåvingeart som beskrevs av Adam och Hamon 1958. Eretmapodites douceti ingår i släktet Eretmapodites och familjen stickmyggor. Inga underarter finns listade i Catalogue of Life.